# Ambrose Nathaniel Henry
Ambrose Nathaniel Henry (n. 1936) és un botànic i explorador anglès. Va treballar extensament amb la flora d'Índia.

## Algunes publicacions
- Santapau, Hermenegild; Henry, Ambrose Nathaniel. A dictionary of the flowering plants in India (en anglès).  Council of Scientific & Industrial Research - University of California, 1973. ISBN 81-7236-190-4.
- Nair, N.C.; Henry, Ambrose Nathaniel. Flora of Tamil Nadu, India : analysis (en anglès).  Botanical Survey of India, Department of Environment, 1983.
- Janarthanam, M.K.; Henry, Ambrose Nathaniel. Bladderworts of India (en anglès).  Botanical Survey of India, 1992.
- Chandrabose, Marimuthu; Henry, Ambrose Nathaniel. An Aid to the International Code of Botanical Nomenclature (en anglès).  Today and tomorrow's printers and publ., 2009. ISBN 8170190940.

## Honors
En el seu honor es va nomenar un gènere de la família Orchidaceae: Aenhenrya.